# Max Vobora
Max Vobora, född 20 september 1995, är en svensk skådespelare.
Vobora har bland annat medverkat i TV-serierna Min bror kollokungen och The Pirate Bay. Han har även medverkat i filmen Korparna.

## Filmografi (i urval)
- 2015–2017 – Jordskott (TV-serie)
- 2015 – Min bror kollokungen (TV-serie)
- 2017 – Korparna
- 2024 – The Pirate Bay (TV-serie)